# Europeiska unionens historia

Europeiska flaggan

Europeiska unionens historia omfattar tidsepoken från andra världskrigets slut 1945 och bildandet av Europeiska kol- och stålgemenskapen 1952 till Lissabonfördragets ikraftträdande den 1 december 2009 och fram till idag.
Europeiska unionen är en geopolitisk entitet som täcker stora delar av den europeiska kontinenten. Unionen vilar på en rad fördrag och har genomgått utvidgningar som har resulterat i att antalet medlemsstater har vuxit från sex till 28.
Europeiska unionen har sitt ursprung i andra världskrigets slut. 1951 undertecknades fördraget om upprättandet av Europeiska kol- och stålgemenskapen i Paris. 1957 undertecknades fördraget om upprättandet av Europeiska ekonomiska gemenskapen och fördraget om upprättandet av Europeiska atomenergigemenskapen. Europeiska unionen upprättades genom fördraget om Europeiska unionen den 1 november 1993.

## Före 1945: Idén om Europa
Stora delar av Europa har under olika epoker enats under imperium genom våld, såsom Romarriket, Frankerriket, Tysk-romerska riket, Första kejsardömet och Nazityskland. Bildandet av stora europeiska riken kunde ske på fredligt sätt genom dynastiska unioner, medan det var mindre vanligt med unioner på statsnivå, såsom Polsk-litauiska samväldet och Österrike-Ungern. Främst på grund av krigens förödande effekter började idéer om ett enat Europa att växa hos många människor, bland annat kväkaren William Penn, författaren Victor Hugo och politikern Giuseppe Mazzini. Ett enat Europa skulle hindra nya konflikter, var tanken.
Sådana idéer tilltog efter första världskriget, som hade inneburit en enorm förlust av liv vilket ledde till bildandet av organisationer som Paneuropeiska unionen. Det var dock inte förrän efter andra världskriget som de egentliga politiska framstegen gjordes. Förödelsen efter de två världskrigen var enorm, och arbetet med att återuppbygga Europa var omfattande.

## 1945–1957: Fred av kol och stål

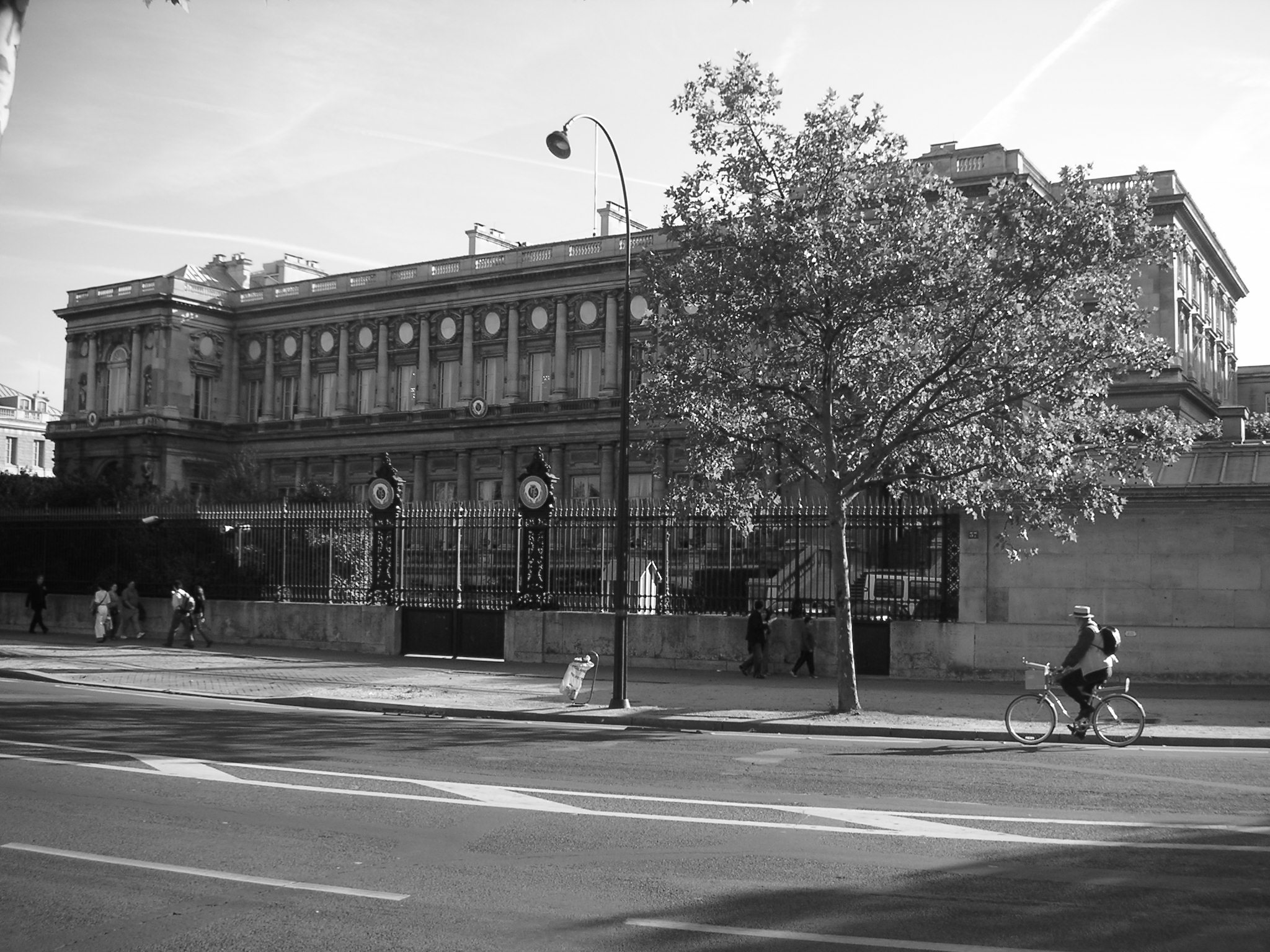
Det var här som Robert Schuman initierade idén om EKSG år 1950.

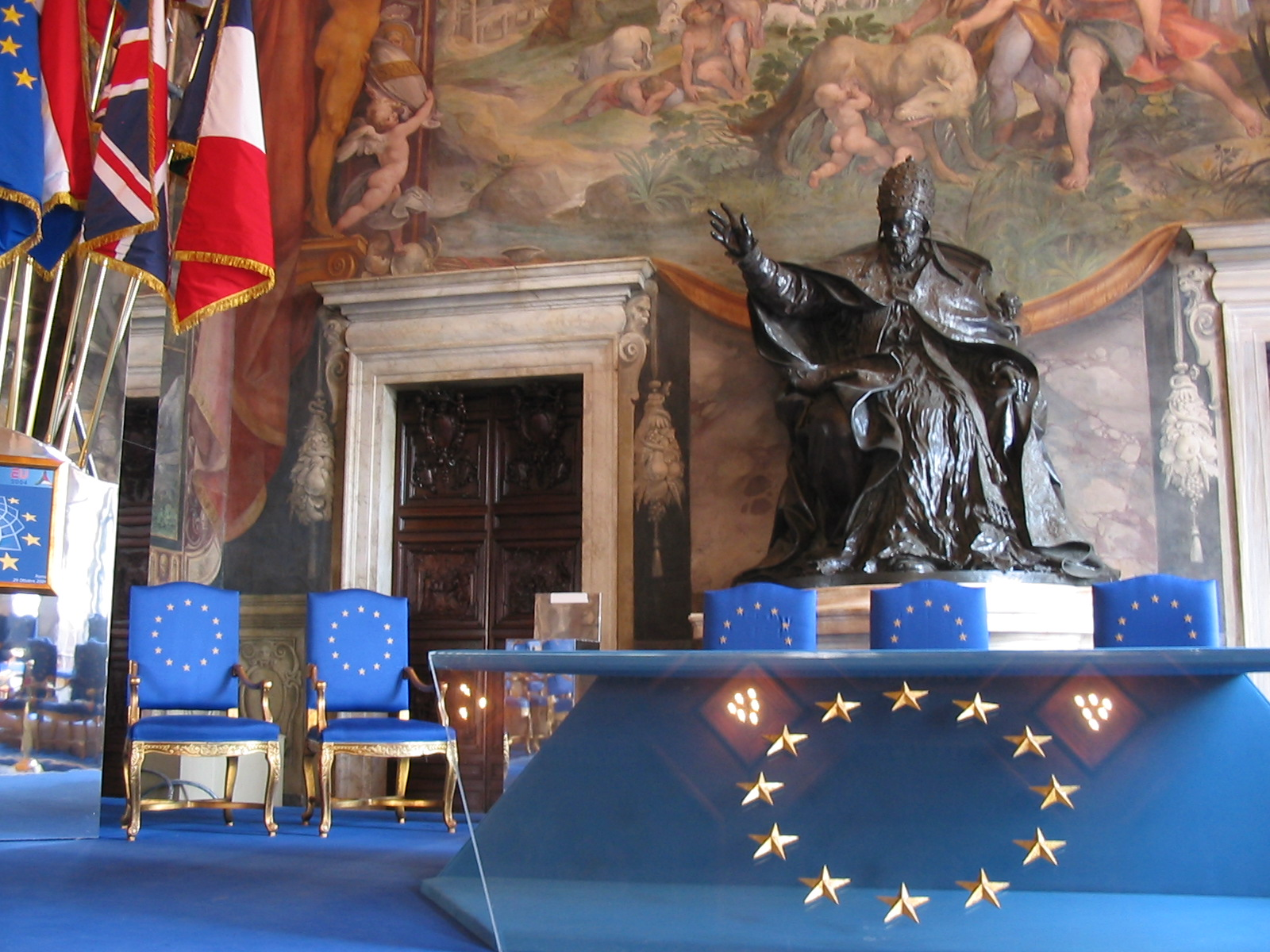
Romfördragen undertecknades i Kapitolinska museerna 1957.

Andra världskriget från 1939 till 1945 gav en mänsklig och ekonomisk kostnad som slog hårdast mot Europa. Det demonstrerade krigets fasa men också extremismens, genom Förintelsen. Ännu en gång fanns det en stark vilja för att försäkra så att det aldrig mer skulle kunna ske, i synnerhet efter kärnvapenteknologins uppkomst och skiljelinjen mellan de två supermakternas ideologier.
För att garantera så att Tyskland aldrig mer skulle kunna hota freden, avvecklades landets tunga industri och dess största kolproducerande regioner avskiljdes (Saarland) eller hamnade under internationell kontroll (Ruhrområdet).
På grund av att uttalanden såsom Winston Churchills krav på ett Europas förenta stater 1946 blev allt mer högljudda, bildades 1949 Europarådet som den första politiska paneuropeiska organisationen. Året därpå, den 9 maj 1950, föreslog den franska utrikesministern Robert Schuman en gemenskap för att integrera Europas kol- och stålindustri eftersom både kol och stål är nödvändiga element för att göra krigsvapen.
På basis av Schumans tal signerade Frankrike, Italien, Benelux-länderna (Belgien, Nederländerna och Luxemburg) tillsammans med Västtyskland 1951 fördraget om upprättandet av Europeiska kol- och stålgemenskapen, som bildade Europeiska kol- och stålgemenskapen (EKSG) det påföljande året. EKSG övertog den granskande kontrollen över Ruhrområdet, samtidigt som vissa restriktioner för tysk industriproduktion togs bort. Gemenskapen gav upphov till de första institutionerna; såsom Höga myndigheten (numera Europeiska kommissionen) och Gemenskapsförsamlingen (numera Europaparlamentet). De första ordförandena för dessa institutioner var Jean Monnet respektive Paul-Henri Spaak.
Efter misslyckade försök att skapa ett gemensamt försvar, Europeiska försvarsgemenskapen, och en politisk gemenskap, Europeiska politiska gemenskapen, möttes ledarna i Messina. Där upprättades Spaakkommittén, som gav upphov till Spaakrapporten. Rapporten godkändes under en konferens i Venedig den 29 till 30 maj 1956. Då togs beslutet att organisera en regeringskonferens. Regeringskonferensen fokuserade på ekonomiskt samarbete, vilket ledde till att fördraget om upprättandet av Europeiska ekonomiska gemenskapen och fördraget om upprättandet av Europeiska atomenergigemenskapen signerades 1957 i Rom (och därmed kallas gemensamt för Romfördragen).

## 1958–1972: De tre gemenskaperna

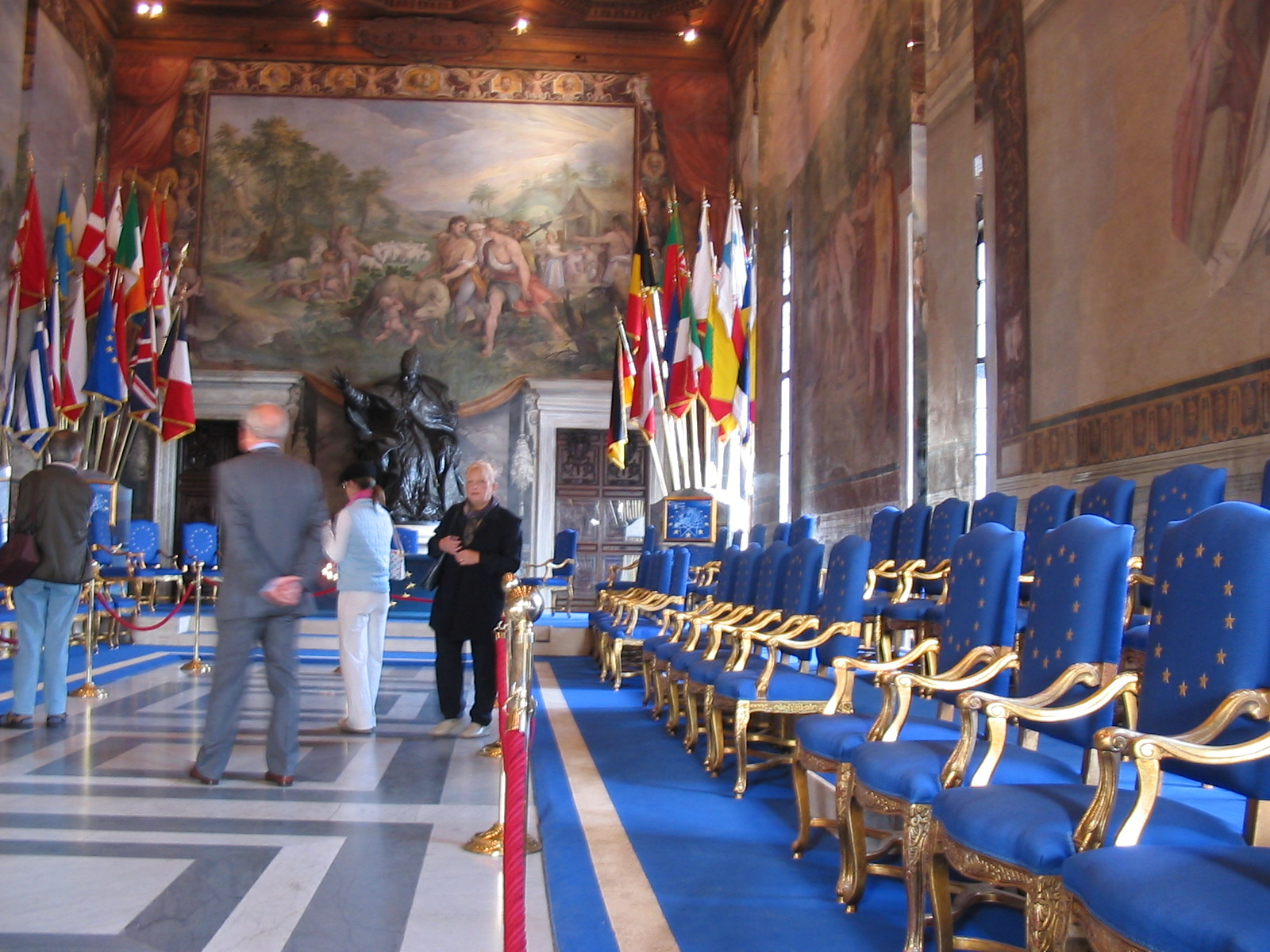
Salen där Romfördragen signerades år 1957 i just Rom.

De två nya gemenskaperna bildades separat från EKSG, trots allt delade de samma institutioner. De verkställande organen för de två nya gemenskaperna kallades för kommissioner, i motsats till ”Höga myndigheten”. EEG styrdes av Walter Hallstein och kommissionen Hallstein I och Euroatom av Louis Armand. Euratoms syfte var att integrera kärnenergisektorerna mellan länderna, medan EEG skulle utveckla en tullunion mellan medlemsstaterna. Eftersom försöken att bilda ett gemensamt försvar respektive en politisk gemenskap tidigare hade misslyckats begränsades EEG till att enbart omfatta ekonomiskt samarbete.
Under 1960-talet uppkom spänningar till följd av att Frankrike ville begränsa den överstatliga makten och samtidigt avslog Storbritanniens medlemskapsansökan. 1965 nåddes en överenskommelse som innebar att de tre gemenskaperna skulle slås samman och dela institutioner fullt ut. Fusionsfördraget signerades i Bryssel och trädde i kraft den 1 juli 1967, samtidigt som Europeiska gemenskaperna (EG) bildades. Jean Rey var ordförande för den första gemensamma kommissionen.

## 1973–1993: Från utvidgning till Delors

Europeiska gemenskapen 1973

Efter många förhandlingar och en förändring i det franska ordförandeskapet, kunde slutligen Danmark, Irland och Storbritannien ansluta sig till gemenskaperna den 1 januari 1973. Detta var den första av utvidgningarna som senare har blivit en av unionens viktigaste policyområden. Under 1979 höll Europaparlamentet sitt första direktval med allmän rösträtt. 410 ledamöter valdes, som sedan valde parlamentets första kvinnliga talman. Ytterligare en utvidgning skedde 1981, då Grekland blev fullvärdig medlem, sex år efter ansökan. 1985 röstade Grönland för att lämna gemenskapen efter att ha fått visst självstyre från Danmark. Spanien och Portugal anslöt den 1 januari 1986 i den tredje utvidgningen.
Nyligen utsedda ordföranden för kommissionen, Jacques Delors, ledde förhandlingarna om antagandet av europeiska flaggan 1986. I februari 1986 signerade gemenskapens ledare europeiska enhetsakten, vilket var den största fördragsreformeringen sedan fusionsfördraget. Texten omfattade institutionella reformer, inklusive en utökning av gemenskapens maktbefogenheter och i synnerhet gällande utrikespolitiken. Fördraget var en viktig komponent i fulländandet av den gemensamma marknaden och trädde i kraft den 1 juli 1987.
1987 ansökte Turkiet formellt om medlemskap i gemenskapen och påbörjade den längsta ansökningsprocessen för något land hittills. 1989, efter omstörtningen i Östeuropa, föll Berlinmuren liksom järnridån. Tyskland återförenades och dörren öppnades för medlemskap till de östeuropeiska länderna. Den 7 februari 1992 signerades fördraget om Europeiska unionen, vilket upprättade Europeiska unionen den 1 november 1993.

## 1993–1999: Bildandet av Europeiska unionen

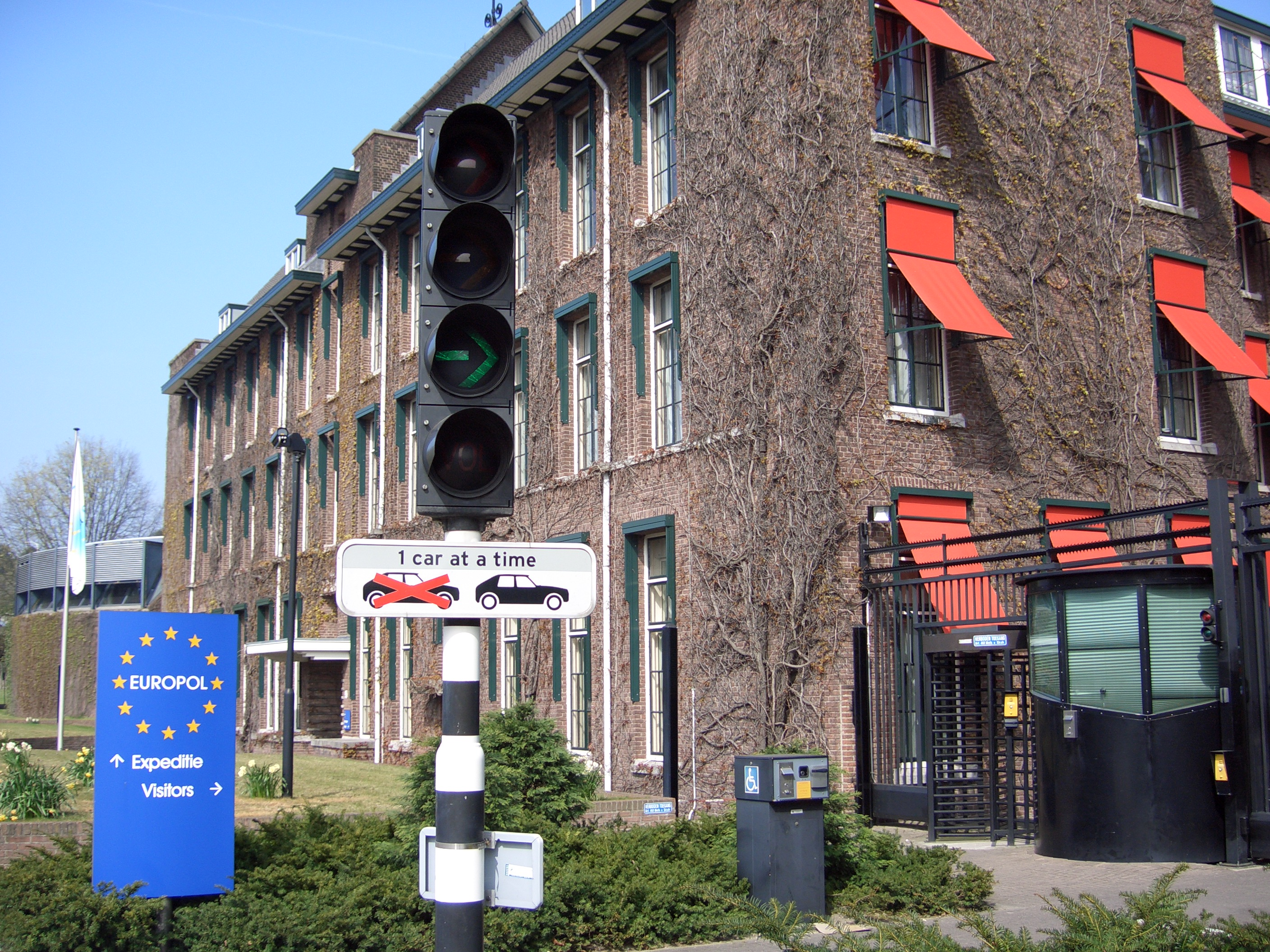
Europol upprättades år 1992.

Den 1 november 1993 trädde fördraget om Europeiska unionen i kraft, vilket upprättade de tre pelarna. Europol upprättades den 26 juli 1992.
I Europaparlamentsvalet 1994 vann socialdemokraterna, och under parlamentets första sammanträde valdes Klaus Hänsch till talman. Jacques Santer valdes till kommissionens ordförande. Kommissionen godkändes den 18 januari 1995. José María Gil Robles valdes till ny talman den 19 juli 1997.
Storbritannien ville hindra att Jean-Luc Dehaene blev ny ordförande för kommissionen, eftersom han ansågs vara för federalistisk. Istället föreslogs Jacques Santer, som på grund av detta sågs som ett andrahandsval, vilket försvagade hans ställning. Europaparlamentet godkände honom med knapp majoritet. Santer utsåg övriga kommissionärer, vilket var något som hade introducerats genom fördraget om Europeiska unionen året innan. Den 18 januari 1995 lyckades Santer få sitt förslag till ny kommission godkänt av parlamentet med en bred majoritet: 416 för och 103 emot.

### Fri rörlighet

Europeiska unionen
EES-länder utanför EU

Den 1 januari 1994 upprättades Europeiska ekonomiska samarbetsområdet (EES), vilket tillät EFTA-länderna Norge och Island att ingå i den gemensamma marknaden, som hade bildats året innan, utan att ansluta sig till unionen. I utbyte tvingades länderna att bidra ekonomiskt till EU och implementera relevant EU-lagstiftning.
Schweiz hade avslagit medlemskap efter en folkomröstning och Liechtenstein anslöt sig till EES den 1 maj året därpå. Den 23 februari 1995 fastslog EG-domstolen att medborgare har rätt att förflytta sedlar utan tidigare attest, med hänvisning till den fria rörligheten för kapital. Senare samma år, den 15 december, fastslog domstolen att restriktionen om antalet utländska spelare i fotbollslag var illegal, med hänvisning till den fria rörligheten för människor.
Schengenavtalet, som hade signerats 1985, trädde i kraft den 26 mars 1995 mellan Belgien, Frankrike, Tyskland, Luxemburg, Nederländerna, Portugal och Spanien. Österrike signerade avtalet den 28 april, följt av Danmark, Finland och Sverige, tillsammans med icke-EU-länderna Norge och Island, den 19 december 1996. På så sätt avskaffades passkontrollerna mellan dessa länder och det blev fritt att resa mellan dem. En tullunion mellan EU och Turkiet trädde i kraft den 1 januari 1996.

### Före detta Jugoslavien

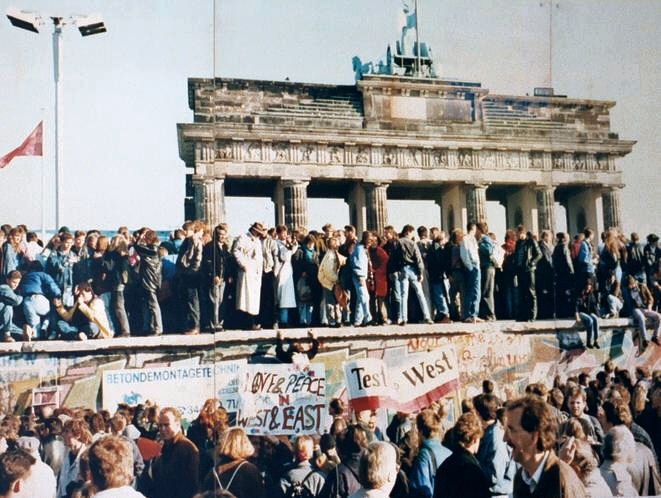
Berlinmurens och järnridåns fall gjorde utvidgningen österut möjlig.

Under 1990-talet utvecklades EU:s gemensamma utrikes- och säkerhetspolitik (GUSP) häftigt på grund av konflikterna på Balkan. EU misslyckades med att agera i början av konflikten, och fredsbevarande trupper från Nederländerna under FN-mandat lyckades inte med att hindra Srebrenicamassakern i Bosnien och Hercegovina i juli 1995, det mest omfattande massmordet i Europa sedan andra världskriget.
Nordatlantiska fördragsorganisationen (Nato) tvingades slutligen att intervenera i landet och tvinga kombattanterna till förhandlingsbordet. Den 14 december 1995 signerades Daytonavtalet i Paris, vilket avslutade konflikten mellan de stridande parterna i Bosnien och Hercegovina.
Den 24 mars 1999 ledde situationen i Kosovo till en gemensam GUSP-deklaration om Kosovo och föranledde Natos intervention i Kosovo och Serbien. EU:s misslyckande med att förhindra konflikterna på Balkan, eller åtminstone få de snabbt avklarade, ökade trycket för en mer effektiv utrikespolitik.

### Euron och den fjärde utvidgningen
|  | Europeiska unionen |

|  | Stater som anslöt under 1980-talet |

|  | Stater som anslöt under 1990-talet |

Den 1 januari 1994 inleddes Ekonomiska och monetära unionens (EMU) andra fas, då Europeiska monetära institutet (EMI) upprättades. Den 16 december 1995 beslutades att euron skulle införas som gemensam valuta 1 januari 1999. Den 3 maj 1998 beslutade rådet att elva av medlemsstaterna skulle anta euron 1999 som sin valuta. Den 1 juni samma år upprättades Europeiska centralbanken (ECB).
Slutgiltiga möten hölls i december, då bland annat växelkurserna bestämdes mellan de berörda nationella valutorna. Valutan infördes som planerat, men det skulle ta ytterligare några år innan den infördes även som fysisk valuta och ersatte fullständigt de nationella valutorna.
Den 30 mars 1994 avslutades förhandlingarna med Finland, Norge, Sverige och Österrike. Finland och Sverige hade ansökt om medlemskap efter järnridåns fall. Deras anslutningsfördrag signerades den 25 juni 1994.
Varje land höll en folkomröstning, varav Finlands, Sveriges och Österrikes folkomröstningar gav positivt utslag, medan Norges gav för andra gången negativt utslag. Finland, Sverige och Österrike blev medlemmar den 1 januari 1995. Sverige höll sitt Europaparlamentsval den 17 september 1995.
Året därpå höll Österrike sitt val den 13 oktober och Finland sitt den 20 oktober. Fram till 2004 bestod EU av femton medlemsstater: Belgien, Danmark, Finland, Frankrike, Grekland, Irland, Italien, Luxemburg, Nederländerna, Portugal, Spanien, Storbritannien, Sverige, Tyskland och Österrike.

### Amsterdamfördraget

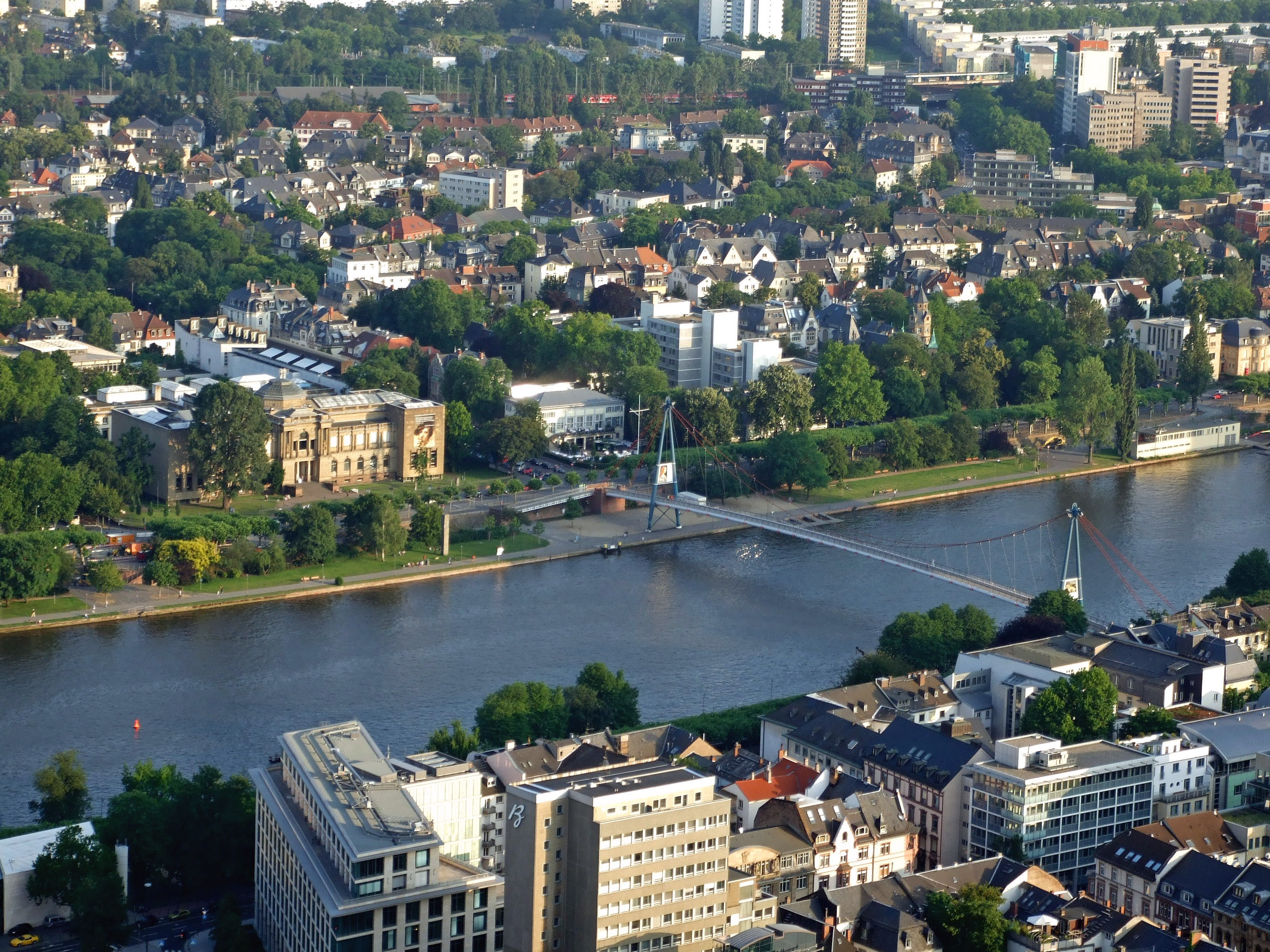
Frankfurt am Main är säte för Europeiska centralbanken (ECB).

Regeringskonferensen som ledde till Amsterdamfördraget, öppnades den 29 mars 1996 i Turin. Den 22 juli 1997 möttes ledarna för Västeuropeiska unionen och antog en deklaration. Deklarationen definierade rollen mellan EU och Nato, och bifogades med fördraget. Fördraget signerades av utrikesministrarna den 2 oktober 1997. Amsterdamfördraget trädde i kraft den 1 maj 1999.
Fördragets syfte var bland annat att upprätta ett område med frihet, säkerhet och rättvisa liksom att ytterligare stärka den gemensamma utrikes- och säkerhetspolitiken. Fördraget innebar också institutionella reformer för att göra unionen mer demokratisk och anpassad för utvidgningarna.
Amsterdamfördraget omfattade också slutsatserna från Europeiska rådets möte i Edinburgh 1992, som reglerade institutionernas säten. Parlamentet skulle ha sitt säte i Strasbourg, men ha ytterligare sammanträden i Bryssel medan dess sekretariat skulle förbli i Luxemburg. Både kommissionen och rådet skulle vara placerade i Bryssel, förutom några av rådets möten som skulle vara i Luxemburg, där de juridiska och finansiella organen hade sitt säte. Europeiska centralbanken skulle dock ha sitt säte i Frankfurt am Main och Europol sitt i Haag.

## 1999–2004: Den första ”europeiska premiärministern”

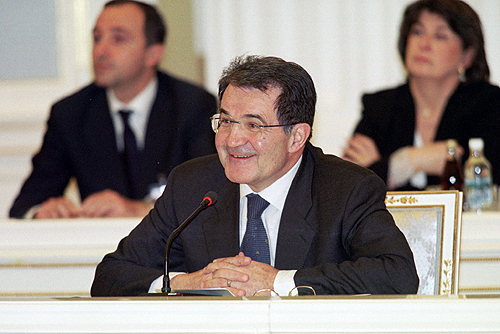
Romano Prodi betraktas ibland som Europas första premiärminister.

Den 1 maj 1999 trädde Amsterdamfördraget i kraft. Europaparlamentet godkände Romano Prodi som ny ordförande för kommissionen och beskrivs ibland som ”Europas första premiärminister”. Javier Solana utsågs till utrikesrepresentant den 4 juni 1999. 1999 hölls Europaparlamentsval.
Det nyvalda parlamentet valde Nicole Fontaine till talman. Kommissionen Prodi godkändes den 15 september 1999. På grund av skandalerna kring kommissionen Santer upprättades en antibedrägeribyrå i juni 1999. Parlamentet valde den 16 januari 2002 en ny talman, Pat Cox.
Euron blev verklighet 1999, och 2000 gav kommissionen grönt ljus till Grekland, som blev det tolfte eurolandet 2001. Däremot röstade både danskar och svenskar nej till euron i folkomröstningar. 1 januari 2002 introducerades de gemensamma eurosedlarna och euromynten. Den 28 februari 2002 blev euron euroområdets enda lagliga betalmedel.

### Nicefördraget
EU:s ledare möttes i Nice den 7 december 2000 för att skapa ett nytt fördrag som skulle försäkra att unionens funktioner skulle fortsätta att fungera även med de nya medlemsstaterna. Nicefördraget signerades två månader senare, den 26 februari 2001, och trädde i kraft den 1 februari 2003.
Kommissionen och Europaparlamentet var missnöjda med att regeringskonferensen i Nice inte hade antagit särskilt många av deras förslag till institutionella reformer eller introducerandet av nya gemenskapsbefogenheter, såsom att utse en europeisk åklagare. Europaparlamentet hotade med att rösta igenom en resolution mot fördraget, trots att det inte skulle ha någon formell betydelse. Det italienska parlamentet hotade emellertid med att inte ratificera fördraget om inte Europaparlamentet stöttade det. Slutligen godkände Europaparlamentet och en konflikt undveks således.
Den 28 februari 2002 påbörjade Europeiska konventet sitt arbete med en konstitution. På basis av konventets arbete hölls en regeringskonferens i Rom den 4 oktober 2003 för att göra eventuella ändringar i den föreslagna texten. Fördraget signerades i Rom den 28 oktober 2004 av alla EU-ledare.

### Femte utvidgningen
|  | Europeiska unionen |

|  | Stater som anslöt 2004 |

|  | Stater som anslöt 2007 |

Sedan 1990-talet hade ett antal stater börjat röra sig mot medlemskap. Från och med 1995, och bortsett från Turkiet, var det tolv länder som snabbt avancerade mot medlemskap.
Dessa var: de två Medelhavsländerna Malta och Cypern; den före detta jugoslaviska republiken Slovenien; och de nio före detta östblocksländer Estland, Lettland, Litauen, Polen, Tjeckien, Slovakien, Ungern, Rumänien och Bulgarien.
Medlemsstaternas ledare hoppades på att Cypern skulle ansluta som en enad ö. Emellertid förblev den norra sidan, Nordcypern, utanför den internationellt erkända republiken Cyperns kontroll efter att grekcyprioterna röstade nej till en återförening i en folkomröstning en månad innan EU-anslutningen.
Anslutningsfördragen signerades den 16 april 2003 i Aten. Bulgarien och Rumänien var inte bland de tio länder som fick ansluta 2004, utan fick vänta ytterligare några år innan länderna ansågs vara redo för att bli medlemmar i unionen.
Slutligen, den 1 maj 2004, utvidgades unionen från 15 till 25 medlemmar, vilket var den största utvidgningen i unionens historia. Unionens invånarantal hoppade upp från 381 miljoner till 456 miljoner, och dess storlek växte från 3 367 till 4 104 tusen km². De tio länderna tog också med sig 162 Europaparlamentariker och tio kommissionärer, som anslöt sig till kommissionen Prodi samma dag.

## 2004–2009: En ännu mer integrerad union

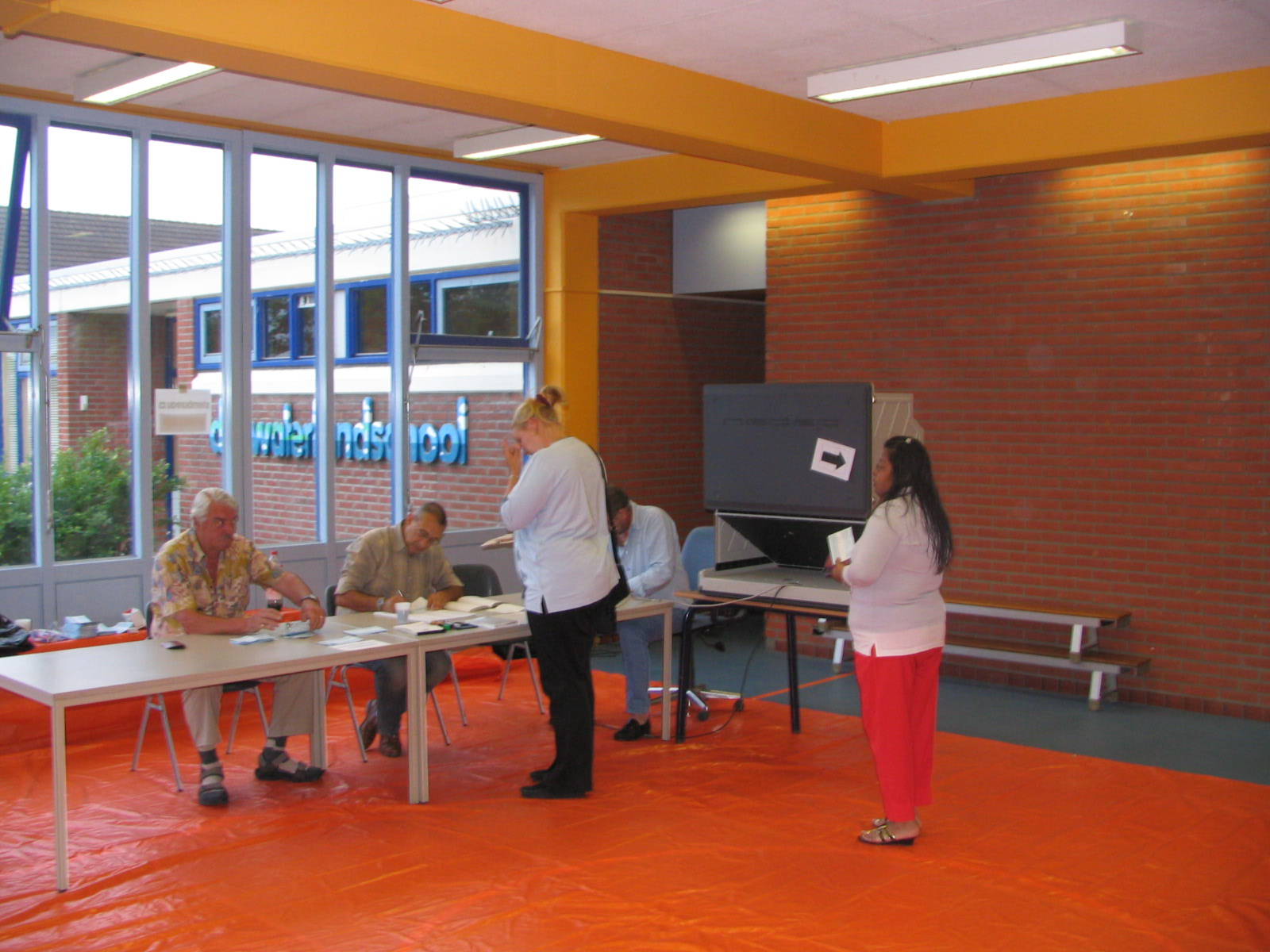
Nederländare som röstar i Europaparlamentsvalet 2004.

Den 10 till 13 juni 2004 deltog samtliga 25 medlemsstater i det största transnationella valet ditintills i historien (med den näst största demokratiska valmanskåren i världen). Resultatet av Europaparlamentsvalet 2004 var en andra vinst för Europeiska folkpartiet, samtidigt som Europeiska socialdemokratiska partiet förlorade inflytande. Valdeltagandet var det lägsta i ett Europaparlamentsval. Med sina 45,5 % var det andra gången valdeltagandet var under 50 %. Den 22 juli 2004 godkändes José Manuel Barroso av det nya parlamentet som nästa ordförande för kommissionen. Däremot stötte hans team bestående av 24 andra kommissionärer på större motstånd. Efter att parlamentet motsatt sig flera av de föreslagna ledamöterna, tvingades Barroso att dra tillbaka sitt första förslag. Kommissionen Prodi fick utöka sitt mandat till 22 november 2004, när Barrosos nya förslag slutligen godkändes.
Parlamentets skepticism sågs av vissa som ett sätt för parlamentet att demonstrera sina nya maktbefogenheter som det fått genom Nicefördraget.

### Institutionell reform

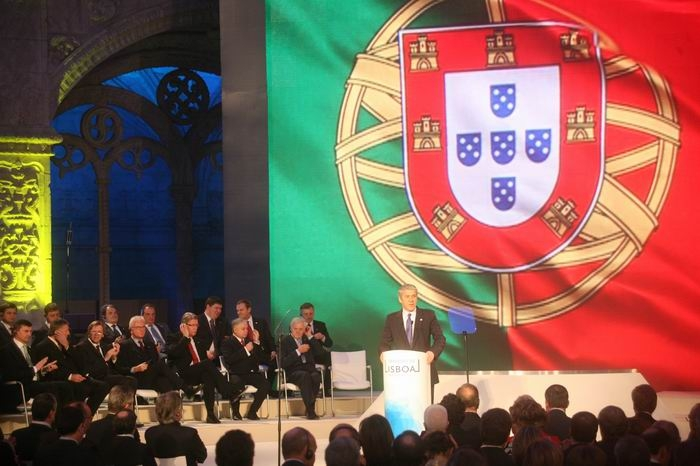
EU:s ledare undertecknade i december 2007 Lissabonfördraget.

Tidigt under Barrosos mandatperiod påbörjades ratificeringsprocessen av Europeiska konstitutionen. I den första folkomröstningen om konstitutionen röstade 77 % för i Spanien. Däremot röstade både fransmän (58 % nej) och nederländare (61 % nej) nej. I Luxemburg röstade en majoritet (57 %) för.
Som ett resultat av de negativa folkomröstningarna avslogs konstitutionen och unionen gick in i en ”period av reflektion”. Den 25 mars 2007 signerades Berlindeklarationen på 50-årsdagen av Romfördragen. Syftet var att ge ny kraft för den institutionella reformeringen innan valet 2009.
Resultatet var Lissabonfördraget. Det bestod till stor del av samma reformer som konstitutionen, men exkluderade statsliknande eller ”konstitutionella” element. Endast Irland folkomröstade om fördraget, och resultatet blev ett nej den 12 juni 2008. Efter att ha erhållit vissa garantier, höll landet en ny omröstning den 2 oktober 2009. Drygt två tredjedelar röstade för fördraget, som trädde i kraft den 1 december 2009.

### Utvidgning och euron

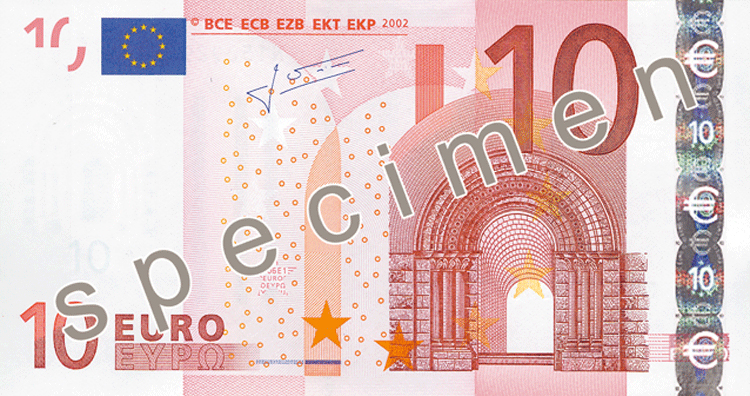
Fler länder har infört euron.

Bulgarien och Rumänien blev medlemmar den 1 januari 2007. 53 parlamentariker anslöt sig till Europaparlamentet tillsammans med två kommissionärer, för vilka det bildades två poster i kommissionen. Rumäniens kommissionär fick ansvar för flerspråkighet, vilket kritiserades av vissa för sitt smala omfång.
Samma dag övergick Slovenien till euron, efter att andra kandidater, såsom Litauen, hade misslyckats med att nå upp till de ekonomiska kriterier som krävdes för att få införa euron. Cypern och Malta övergick till euro den 1 januari 2008 och Slovakien gjorde det den 1 januari 2009. I december 2008 avskaffade ytterligare nio medlemsstater sina passkontroller och blev därmed fullvärdiga medlemmar i Schengenområdet. Den 1 januari 2011 införde Estland euron. Den 1 maj 2011 öppnades de sista arbetsmarknaderna i de gamla medlemsstaterna för de stater som blev medlemmar år 2004. Kroatien anslöt sig till unionen den 1 juli 2013. Den 1 januari 2014 införde Lettland euron som valuta.

## 2009–nutid: Lissabonfördraget och Europas skuldkris
Lissabonfördragets ikraftträdande den 1 december 2009 medförde att Europaparlamentets makt utökades, och parlamentet var nu mer eller mindre jämställt med rådet vid all lagstiftning. Dessutom inrättades Europeiska utrikestjänsten och samarbetet inom till exempel området med frihet, säkerhet och rättvisa stärktes.
Europaparlamentsvalet 2009 innebar ytterligare en valvinst för Europeiska folkpartiet (EPP), samtidigt som Europeiska socialdemokratiska partiet backade. Detta innebar att José Manuel Barroso (EPP) fick förnyat förtroende som kommissionens ordförande.
Eftersom ratificeringen av Lissabonfördraget drog ut på tiden, sköts tillsättandet av den nya kommissionen upp till 2010. Efter att fördraget hade trätt i kraft i december 2009, kunde kommissionen, efter Europaparlamentets godkännande, slutligen tillträda i början av 2010. Europeiska unionen fick Nobels fredspris under 2012.

### Finanskrisens konsekvenser

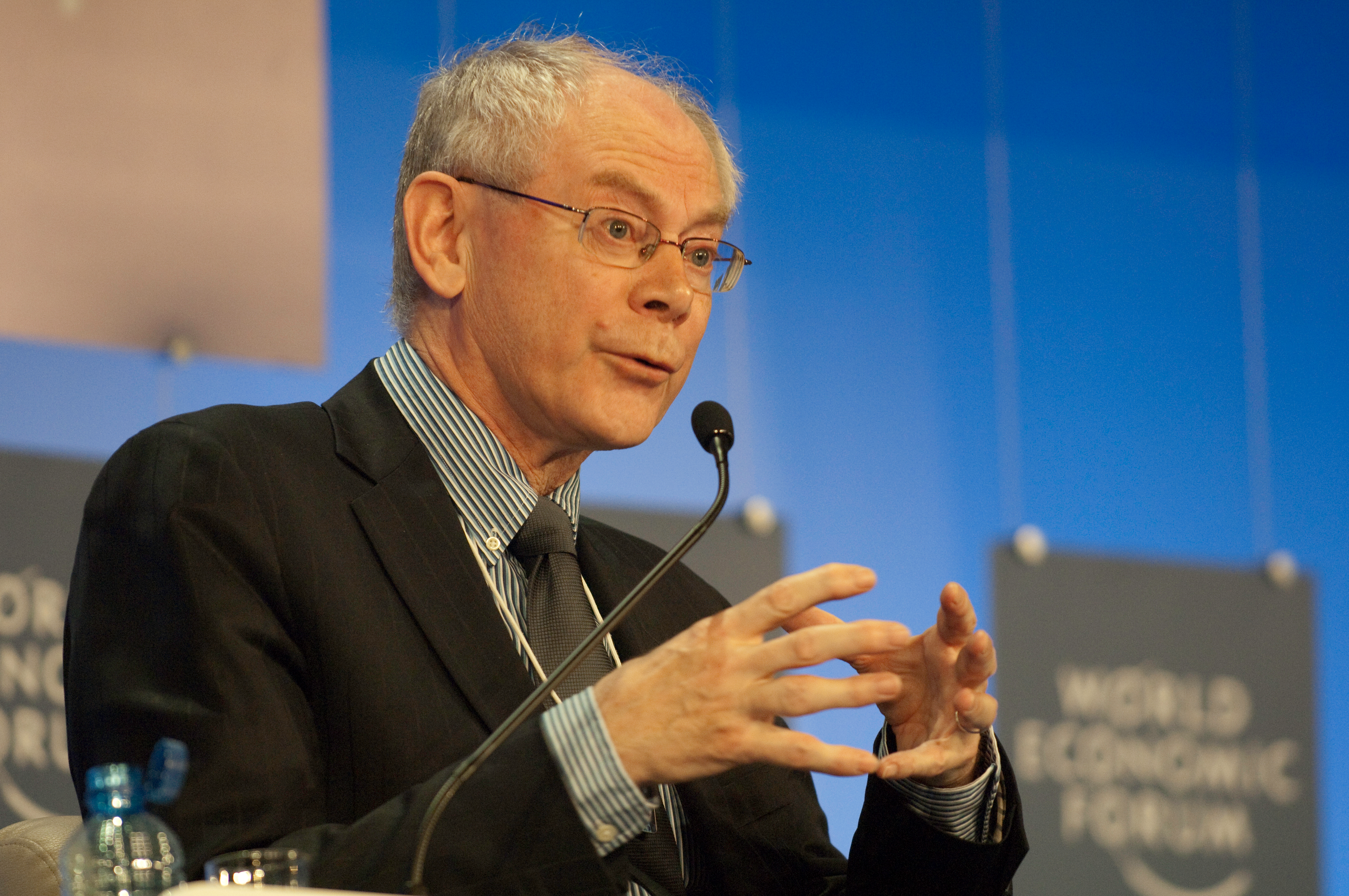
Herman Van Rompuy var Europeiska rådets ordförande 2009–2014.

Som en följd av finanskrisen 2008–2009 försattes flera medlemsstater i EU i en skuldkris. Den 25 mars 2010 godkände euroområdets ledare ett nödlån till Grekland, som befann sig på randen till ekonomisk kollaps. För att garantera finansiell stabilitet beslutade rådet i maj 2010 att inrätta en allmän europeisk finansiell stabiliseringsfacilitet fram till 2013 för att garantera medlemsstaternas finansiella stabilitet. Europeiska centralbanken fick i uppdrag att förvalta lånen. Mekanismen erhöll högsta kreditvärdighet av kreditvärderingsinstituten.
I finanskrisens spår uppstod också debatt kring hur framtida kriser skulle kunna förhindras eller hanteras. Röster höjdes för ett starkare finansiellt samarbete, utöver den gemensamma monetära politiken. Den 21 november 2010 godkände euroområdets finansministrar ett nödlån till Irland. I slutet av 2010 inrättades ett europeiskt system för finansiell tillsyn. Vid sitt toppmöte i mars 2010 antog Europeiska rådet en fördragsändring som möjliggör etablerandet av en permanent europeisk stabilitetsmekanism. Ändringen måste ratificeras av alla medlemsstater för att träda i kraft. Vid samma toppmöte antog Europeiska rådet även euro plus-pakten, ett komplement till stabilitets- och tillväxtpakten. Den 6 april 2011 stod det klart att även Portugal behövde ett nödlån från EU och IMF, vilket godkändes av Ekofinrådet den 17 maj 2011. Den 9 juni 2012 ansökte Spanien om ett nödlån på 100 miljarder euro för att stabilisera sitt banksystem. I mars 2013 blev Cypern det femte eurolandet att ansöka om nödlån från unionen.

### Brexit
2016 röstade en majoritet av britterna för att lämna unionen. Utträdet ägde rum vid midnatt mellan den 31 januari 2020 och den 1 februari 2020. Det blev första gången som en medlemsstat lämnade unionen.